# Campeonato Europeo de Piragüismo en Eslalon de 2010
El XI Campeonato Europeo de Piragüismo en Eslalon se celebró en Bratislava (Eslovaquia) entre el 13 y el 15 de agosto de 2010 bajo la organización de la Asociación Europea de Piragüismo (ECA) y la Federación Eslovaca de Piragüismo.
Las competiciones se desarrollaron en el canal de piragüismo en eslalon del Centro de Deportes Acuáticos de Čunovo, acondicionado a orillas del río Danubio.

## Medallistas

### Masculino
| Evento                 | Oro | Plata | Bronce |
| ---------------------- | --- | --- | --- |
| K1 individual (15.08)  | Peter Kauzer Eslovenia 87,82 pts.                                                                                     | Jure Meglič Eslovenia 87,97 pts.                                                                                               | Vavřinec Hradilek · República Checa · 89,85 pts.                                                                    |
| C1 individual (15.08)  | Michal Martikán · Eslovaquia · 90,06                                                                                  | Matej Beňuš · Eslovaquia · 92,10                                                                                               | Alexander Slafkovský · Eslovaquia · 93,89                                                                           |
| C2 individual (15.08)  | Ladislav Škantár · Peter Škantár · Eslovaquia · 101,21                                                                | Jaroslav Volf · Ondřej Štěpánek · República Checa · 102,38                                                                     | David Florence Richard Hounslow Reino Unido 103,38                                                                  |
| K1 por equipos (14.08) | Dariusz Popiela · Mateusz Polaczyk · Grzegorz Polaczyk · Polonia · 108,49                                             | Hannes Aigner · Alexander Grimm · Sebastian Schubert · Alemania · 108,98                                                       | Peter Kauzer Dejan Kralj Jure Meglič Eslovenia 110,86                                                               |
| C1 por equipos (14.08) | Michal Martikán · Alexander Slafkovský · Matej Beňuš · Eslovaquia · 112,73                                            | Jan Mašek · Michal Jáně · Stanislav Ježek · República Checa · 116,94                                                           | Tony Estanguet Denis Gargaud-Chanut Nicolas Peschier Francia 119,63                                                 |
| C2 por equipos (14.08) | República Checa · Tomáš Koplík / Jakub Vrzáň · Lukáš Přinda / Jan Havlíček · Jaroslav Volf / Ondřej Štěpánek · 124,67 | Polonia · Paweł Sarna / Dawid Dobrowolski · Patryk Brzeziński / Dariusz Chlebek · Marcin Pochwała / Piotr Szczepański · 128,34 | Reino Unido Timothy Baillie / Etienne Stott David Florence / Richard Hounslow Daniel Goddard / Colin Radmore 133,13 |

### Femenino
| Evento                 | Oro                                                                         | Plata                                                                       | Bronce                                                                    |
| ---------------------- | --------------------------------------------------------------------------- | --------------------------------------------------------------------------- | ------------------------------------------------------------------------- |
| K1 individual (15.08)  | Jana Dukátová · Eslovaquia · 97,59 pts.                                     | Corinna Kuhnle · Austria · 101,68 pts.                                      | Urša Kragelj Eslovenia 101,99 pts.                                        |
| K1 por equipos (14.08) | Melanie Pfeifer · Jasmin Schornberg · Jennifer Bongardt · Alemania · 136,20 | Joanna Mędoń · Małgorzata Milczarek · Natalia Pacierpnik · Polonia · 137,38 | Jana Dukátová · Dana Beňušová · Gabriela Stacherová · Eslovaquia · 140,02 |
| C1 individual (15.08)  | Katarína Macová · Eslovaquia · 160,13                                       | Jana Dukátová · Eslovaquia · 170,05                                         | Caroline Loir Francia 183,29                                              |

## Medallero
| Núm. | País            | Oro | Plata | Bronce | Total |
| ---- | --------------- | --- | ----- | ------ | ----- |
| 1    | Eslovaquia      | 5   | 2     | 2      | 9     |
| 2    | República Checa | 1   | 2     | 1      | 4     |
| 3    | Polonia         | 1   | 2     | 0      | 3     |
| 4    | Eslovenia       | 1   | 1     | 2      | 4     |
| 5    | Alemania        | 1   | 1     | 0      | 2     |
| 6    | Austria         | 0   | 1     | 0      | 1     |
| 7    | Francia         | 0   | 0     | 2      | 2     |
| 7    | Reino Unido     | 0   | 0     | 2      | 2     |
|      | TOTAL           | 9   | 9     | 9      | 27    |